# Prehistorie van Algerije

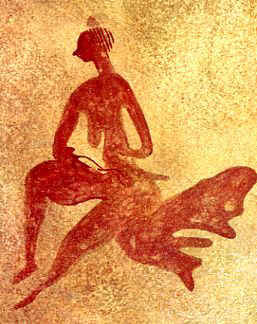
Grotschildering van Tassili n'Ajjer

De prehistorie van Algerije begint met de eerste sporen van menselijke bewoning die ongeveer 2 miljoen jaar geleden op het huidige grondgebied van Algerije zijn gevonden, en eindigt met de eerste teksten in Numidisch schrift, daarna de Carthaagse en Romeinse teksten, in de tweede helft van de 1e millennium v.Chr.

## Early Stone Age

### Oldowan
De prehistorische vindplaats Guelta Zerka, in de wilaya Sétif in het centrum-oosten van het land, hebben zeer oude stenen werktuigen van het Oldowan-type opgeleverd, echter zonder bijbehorende menselijke fossielen.

#### Aïn Boucherit
In 2018 leverde de site van Aïn Boucherit overblijfselen op van een lithische industrie van ongeveer 2 miljoen jaar BP. De vindplaats is gedateerd met behulp van vier onafhankelijke methoden, maar die laten een aanzienlijke onzekerheidsmarge bestaan, tussen 1,9 en 2,4 miljoen jaar geleden: de paleomagnetisme gerelateerd aan de Matuyama-chronologie, elektronspinresonantie, biostratigrafie (assemblages van fossiele soorten) en de geschatte sedimentatiesnelheid. Aïn Boucherit is vandaag de dag de oudst bekende vindplaats in Noord-Afrika.

#### Aïn Hanech
Op de naburige site Aïn Hanech wordt de ouderdom van de lithische artefacten door paleomagnetisme geschat op ongeveer 1,7 miljoen jaar.

### Achéuléen
De prehistorische vindplaats Tighennif (voorheen Ternifine), in de wilaya Mascara, leverde stenen werktuigen uit het Acheuléen op, met name vuistbijlen en cleavers, waarvan de leeftijd varieert van 1 tot 0,7 miljoen BP. Onder de overblijfselen, voornamelijk bestaande uit fossiele dierenbotten en stenen werktuigen, ontdekten de Franse paleontologen Camille Arambourg en Robert Hoffstetter van 1954 tot 1956 drie menselijke onderkaken, die ongeveer 700.000 BP dateerden, wat leidde tot de definitie van Atlanthropus mauritanicus, tegenwoordig tot Homo erectus gerekend. Deze Tighennifmens had een robuustere onderkaak dan vertegenwoordigers van de soort Homo rhodesiensis, zoals in Afrika vanaf ongeveer 600.000 BP werd aangetoond. De Tighennif-fossielen zijn de oudst bekende menselijke fossielen in Noord-Afrika.

## Middle Stone Age
De Middle Stone Age begon in Noord-Afrika ongeveer 300.000 BP. Vanaf ongeveer 145.000 tot 30.000 BP overheerste het Atérien.
Het Atérien werd in 1922 gedefinieerd door Maurice Reygasse uit lithische artefacten die waren opgegraven bij Bir el-Ater in de wilaya Tébessa.
De Atérienwerktuigen waren het werk van de vroege moderne mens.
Tegen het einde van de Middle Stone Age, zo'n 50.000 BP, viel zware regenval in de Sahara en de Maghreb. Het toenmalige vochtige klimaat bevorderde de ontwikkeling van populaties olifanten, giraffen, neushoorns en andere herbivoren, waarop de mensen in grote aantallen jaagden.

## Laatpaleolithicum
Na een archeologische onderbreking van enkele duizenden jaren en de aankomst uit West-Azië van een nieuw basaal Euraziatisch mensentype ontstond vanaf 25.000 BP het Ibéromaurusien, 
Tot de gereedschappen behoren talloze klingen met gebogen ruggen en verschillende soorten benen gereedschappen. Hoewel de cultuur gelijktijdig was met het Solutréen en Magdalénien, bekend van de talrijke grotschilderingen in Frankrijk en Spanje, zijn er geen grotschildering of rotstekeningen gevonden,  De meest ongewone ontdekking is die van terracotta beeldjes die tussen 18.000 et 11.000 BP dateren en die de oudste artistieke manifestaties van dit type in Noord-Afrika vormen.
Archeologische opgravingen hebben zeer verfijnde jachtwapens aan het licht gebracht, gemaakt van steen, hout en zelfs touw. 

## Epipaleolithicum

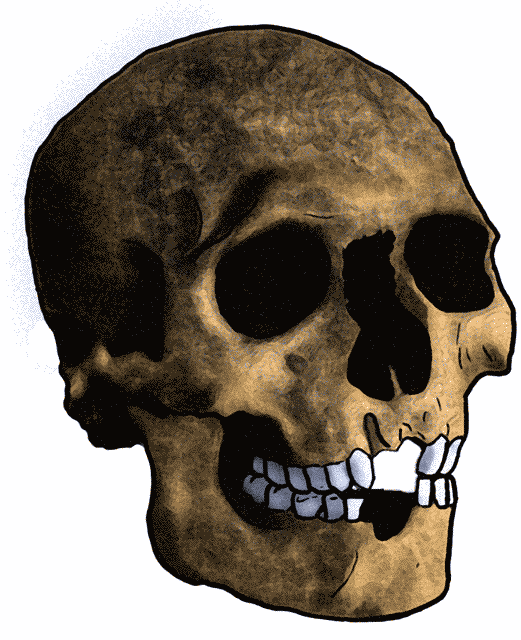
de man van Mechta-Afalou werd gevonden in de buurt van Constantijn

Het epipaleolithicum werd vertegenwoordigd door het Capsien, tussen ongeveer 8000 en 5000 v.Chr. Het Capsien verscheen voor het eerst in het zuiden van Tunesië, in de regio Gafsa (het oude Capsa). Ze bereikte de Middellandse Zeekust niet en bleef landinwaarts, op een grondgebied beperkt tot Oost-Algerije en een deel van Tunesië.
Destijds was de Maghreb een savanne, vergelijkbaar met het huidige Oost-Afrika, met alleen op grote hoogte mediterrane bossen.
De Capsien-industrie was van een hoge kwaliteit. Het omvat grote klingen, gerugde klingen, talrijke stekers, schrabbers, boren en kleine voorwerpen, en was rijk aan geometrische microlieten (trapezoïden, driehoeken en andere). De benen werktuigen omvatten hoofdzakelijk priemen. De Capsiërs lieten een overvloedige mobiele kunst na, bestaande uit sieraden en bewerkte struisvogeleierschalen, gegraveerde platen en bewerkte stenen.
Hun woningen bestonden uit hutten gemaakt van takken, misschien afgedicht met klei. Landweekdieren (slakken) namen een belangrijke plaats in hun dieet in, en hun schelpen vermengd met as en botresten vormden afvalhopen, soms 1 tot 3m hoog en meer dan 100m lang. De Capsiërs begroeven daar ook hun doden in verschillende posities. Men kan in dit verband de site van Mechta Sidi El Arbi noemen, in de wilaya Constantine, waarnaar de Mechta-Afalou-mens vernoemd werd.
Er is weinig bekend over de religie van de Capsiërs. Hun begrafenispraktijken (stenen grafheuvels en figuratieve schilderingen) suggereren dat ze geloofden in een leven na de dood.

## Neolithicum

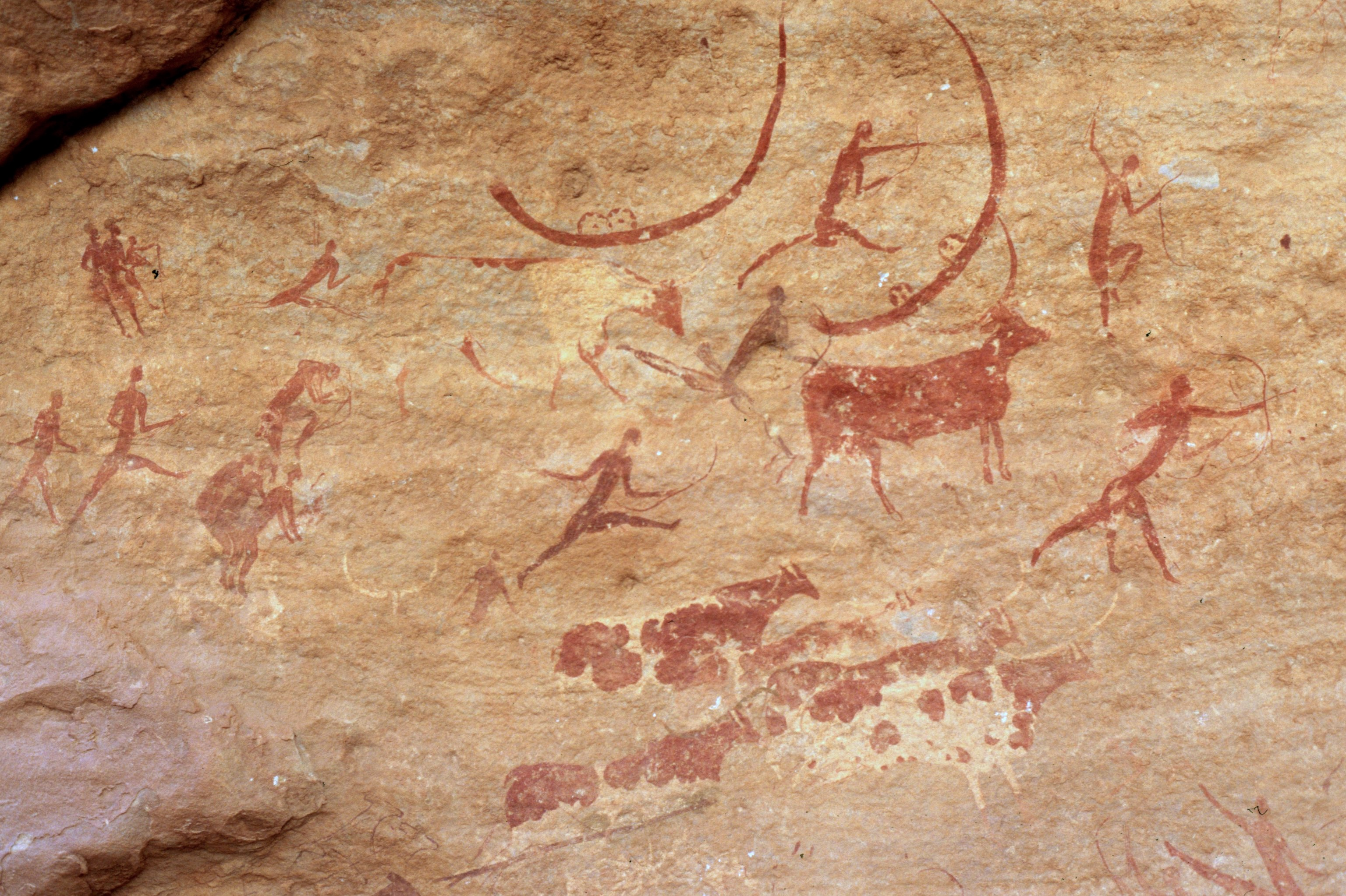
Grotschildering van Tassili n'Ajjer

Vanaf ongeveer 5500 v.Chr. verschenen er sedentaire samenlevingen die hun voedsel produceren door middel van landbouw en veeteelt, die zich iets eerder in West-Azië ontwikkeld hadden. De kustlijn van de Maghreb werd bereikt door de Cardiaal-impressocultuur, hoofdzakelijk verspreid langs de nordelijke Middellandse Zeekust. De bewoners van de Sahara lieten prachtige grotschilderingen na, zoals die van Tassili n'Ajjer, daterend van 5000 tot 1500 v.Chr., of die van de regio El-Bayadh. Ze getuigen van hun manier van leven, van de jacht, van de landbouw, maar ook van de geleidelijke opdroging van de Sahara, welke begon vanaf 2600 v.Chr. Door de droogheid van de woestijn konden deze werken duizenden jaren bewaard blijven. Tegenwoordig is het contrast opvallend tussen de weelderigheid van de fauna die door deze schilderijen wordt vertegenwoordigd en de huidige dorheid.
Rond 3000 v.Chr. begonnen de inwoners van het kustgedeelte van Algerije zich uit te breiden ten zuiden van de Kleine Atlas, voorbij het huidige Batna. Ze bezetten geleidelijk het noorden van de Sahara, dat destijds minder droog was dan nu. Beginnend met de klimatologische gebeurtenis van 4200 BP (2200 v.Chr) droogde de Sahara op en werd de dorre woestijn die we vandaag de dag kennen.
In het 3e millennium v.Chr. verspreidden proto-Berbersprekers zich over een gebied van Egypte tot Marokko. In het laatste millennium v.Chr. ontstonden door een nieuwe expansie de Berbers die in Romeinse documenten vermeld worden. De laatste verspreiding vond plaats in het eerste millennium na Christus, toen de Toeareg, die nu over dromedarissen beschikten, naar de centrale Sahara trokken.

## Bronstijd
Brons verscheen rond 1900 v.Chr. in de Maghreb.
De ontdekking van afbeeldingen van metalen wapens op de rotstekeningen van de Marokkaanse Hoge Atlas heeft het mogelijk gemaakt de geschiedenis van metalen in de regio te verduidelijken.